# 405 Thia
Thia (asteroide 405) é um asteroide da cintura principal com um diâmetro de 124,9 quilómetros, a 1,95168014 UA. Possui uma excentricidade de 0,24463276 e um período orbital de 1 516,96 dias (4,15 anos).
Thia tem uma velocidade orbital média de 18,52966193 km/s e uma inclinação de 11,95097857º.
Esse asteroide foi descoberto em 23 de Julho de 1895 por Auguste Charlois.